# 걸 프롬 미주리
걸 프롬 미주리(The Girl from Missouri)는 미국에서 제작된 잭 콘웨이 감독의 1934년 코미디, 드라마, 멜로/로맨스 영화이다. 진 할로우 등이 주연으로 출연하였다.

## 출연

### 주연
- 진 할로우

### 조연
- 라이오넬 베리모어
- 프랑코트 톤
- 루이스 스톤
- 팟시 켈리
- 앨런 모우브레이
- 클라라 브랜딕
- 헤일 해밀턴
- 헨리 콜커
- 냇 펜들튼